# Lantana nivea
Lantana nivea là một loài thực vật có hoa trong họ Cỏ roi ngựa. Loài này được Vent. mô tả khoa học đầu tiên năm 1803.